# Tomašnica
Tomašnica je naselje u Karlovačkoj županiji, desetak kilometara sjeverozapadno od grada Karlovca, u smjeru mjesta Netretića.

## Zemljopis
Tomašnica se nalazi u Gornjem Pokuplju. Gornjim Pokupljem ili Međurječjem smatra se dio prostora hrvatske mikroregije Pokuplja između rijeka gornje Kupe, donje Dobre i Mrežnice. To je ujedno jugozapadni rub Panonske nizine koji graniči s Gorskim kotrom na jugu, Slovenijom na zapadu i Kordunom na istoku. Sama Tomašnica se nalazi na točki gdje se susreću područja gradova Karlovca, Duge Rese (odnosno općine Netretić) i Ozlja. Tomašnica administrativno pripada gradu Ozlju, a crkveno staroj hrvatskoj župi Uzvišenja Svetog Križa u Završju Netretićkom koja spada u Ozaljsko-lipnički dekanat Zagrebačke nadbiskupije. Okružena je naseljima Grdun, Donje Stative, Završje Netretićko i rijekom Dobrom, krškom ponornicom i jednom od najljepših hrvatskih rijeka na čijoj se desnoj obali nasuprot Tomašnice nalazi naselje Zadobarje. Rijeka Dobra se nedaleko Karlovca ulijeva u rijeku Kupu.
Kroz Tomašnicu, uz Dobru od Donjih Stativa pa dalje preko Grduna prema Ozlju, vodi stara frankopanska cesta.
Tomašnica je živopisno mjesto u dolini Dobre, prepuno živopisnih brežuljaka, vinograda, šuma te brojnih vodotoka. Najduži potok je jednostavno zvan Potok, u njega se ulijeva izvor Marulja, zatim postoje još potok i izvor Žlibanja, potok i izvor Beloslavina, izvor Vitunjac, Mikina Mlaka, Vuljanićev Zdenac, izvorišta Popovšćak I i II itd. Tip sela je raštrkani s nekoliko međusobno odvojenih zaselaka. Taj kraj se nalazi na samom početku preddinarskog krškog krajolika što uvelike određuje njegovu floru i faunu.
Starinsku drvenu arhitekturu je još i danas moguće naći u gotovo svakom zaselku, a postoji i nekoliko očuvanih starih zidanih zgrada bogatijih obitelji. Danas uz stare drvene kuće u Tomašnici niču nove obiteljske kuće. Stanovništvo je oduvijek homogeno, hrvatsko rimokatoličke vjeroispovijesti.
Tomaščane stanovnici okolnih mjesta (a posebno Zadobarci koji tako nazivaju sve preko vode) znaju nazivati Brajcima iako taj termin nikada nije potpuno objašnjen pa neki pod njim podrazumijevaju stanovništvo na lijevoj obali Dobre, neki pak stanovništvo Netretića, a neki sve koji žive u blizini Dobre. Neki Brajcima smatraju samo one na lijevoj obali Dobre, a neki sve između rijeka Dobre i Kupe s Netretićem kao središnjim brajskim mjestom. Podrijetlo tog termina je također nejasno. Po objašnjenju lokalnog stanovništva taj naziv dolazi od starinskog naziva Dobrajsko za područje uz Dobru pa bi stanovnici bili (Do)Brajci dok neka literatura također spominje ilirsko pleme Breuca koje je nekada živjelo na okolnim prostorima pa taj termin izvode iz naziva tog plemena, a Brajcima smatraju sve hrvatsko stanovništvo od Bele Krajine u Sloveniji pa sve do Karlovca.
Pojam Brajci se također još izvodi iz imenice brajda odnosno pridjeva brajdski, dovodi se u vezu s obližnjim toponimom Brajak Brdo i prezimenima Brajak i Brajković, ali će mu točno podrijetlo vjerojatno zauvijek ostati nepoznato.
Uz naziv Brajci, u karlovačkoj okolici postoji još mjesnih neslužbenih naziva za određeni kraj pa se tako za kraj između Dobre i Mrežnica (Novigrad na Dobri, Dubravci, Zagradci, Mračin, sve do Duge Rese) kaže Paurija, a za stanovnike Pauri dok se za stanovništvo u okolici Ribnika kaže Kostenjari zbog bogatstva kestenovih šuma u tom kraju.
Nekada se za Tomaščane također govorilo da su Živičari jer žive u živici  (šumi), ali je taj pomalo pogrdan izraz već polako zaboravljen. Naziv Živičari je u širem smislu također obuhvaćao taj kraj te je označavao čvrste, "žilave"  ljude i njihov naporan seljački i težački život.
Tomašnica je među mjesnim stanovništvom podijeljena na Donju Tomašnicu (kraj uz Dobru), Srednju Tomašnicu (Potočko Selo, Pavlić Brdo) te Gornju Tomašnicu (kraj uz granicu s Gornjim Grdunom) iako ta podjela administrativno ne postoji.
Tomaščanski zaselci su: Bani, Belavići (Belavići, Mačaki, Bosiljevci), Dumešići, Hrastovčaki (Rastučaki), Moškuni (lokacija najčešće zvana Marulja po obližnjem izvoru), Mravunci, Pavlić Brdo (Matakovići, Pavlići, Belavići), Potočko Selo (Munčići, Kušani, Bani i dr.), Sarovsko selo (zvano još i Starčići, iako tog prezimena danas nema u Tomašnici, danas se tu nalaze Hrvoji, Mikčevci, Mikulandrići, Mravunci, Bosiljevci...), Sohan (Matakovići), Suci, Vuljanići (Vuljanići, Matakovići), Šemetari (Dvor, Na Tomašnici), taj naziv se odnosi na vlastelinski dvor (kuriju) i okolna polja, tu danas žive Dumešići zvani Šemetari, za taj dio mjesta se često govori da je to prava Tomašnica, dok se ostali zaselci nazivaju svojim imenima ; Križanja (kuće Hrastovčaka, Kružića...) je pak glavno raskrižje gdje se križaju ceste za Zadobarje, Stative, Grdun i Završje.
Na Križanji se nalazi spomenik palim vojnicima iz Drugog svjetskog rata.
Pušćike su vinorodno područje gdje mnogi Tomaščani, a i mnogi izvan Tomašnice imaju svoje vinograde, tu se pretežito uzgaja domaće necijepljeno grožđe zvano drajsan ili direktor odnosno derektor, ostala vina karakteristična za ovaj kraj su još aninos i francoz tj. francuz. Pišćanka (Pisjanka) je jedan od najviših vrhova u Tomašnici i okolici koji se nalazi u šumi Lazina. Uz Potok se nalazi kamenolom jednostavno zvan Kamenik odakle su ovdašnji ljudi uzimali pijesak i kamen za vlastite potrebe.  Još jedan manji kamenolom se također nalazi na usponu prema zaselku Belavići tj. prema Završju. U blizini Završja nalaze se izvorišta pitke vode "Popovšćak I" i Popovšćak II" koji ostvaruju količinu pitke vode od oko 13 l/sek. Zahvaćene količine vode podižu se mehaničkim putem u vodospremu "Završje" pa zatim u vodospremu "Podbil" iz koje se snabdijeva najveći dio potrošača općine Netretić.
Ostali toponimi karakteristični za Tomašnicu, a koji danas već polako izlaze iz upotrebe među ostalima su Čatrnja, Luke, Kuti, Struge, Topola, Klinovice, Rogačka, Križanja, Lazina, Pišćanka, Glavice, Velika Loza, Vukšinićev Mostac, Vitunjac, Jakševac, Mišišnjak, Obršak, Beloslavina, Krčevina, Cagar, Na Peruti, Špica, Lisvina, Obrovnica, Rastići, Kamenik, Vrh, Selo, Pušćike, Rebar, Grabar, Dugi Slogi, Sridnjak, Dolac, Nad Malinum, Funduš, Draga, Potok, Marulja, Žlibanja, Peralo, Brodac, Mlaka, Slap, Ušće, Popovšćak, Graja, Hrjak, Bajeri, Pašći Jarak, Resa, Žliba i mnogi drugi. Prije Drugog svjetskog rata je u Čatrnji na ulazu u Donje Stative postojalo maleno romsko naselje, a manje naseobine Roma su se nalazile i u ostalim susjednim mjestima.

## Stanovništvo
Prema popisu stanovništva iz 2001. godine, naselje je imalo 195 stanovnika te 64 obiteljska kućanstva.
| broj stanovnika | 289   | 328   | 321   | 340   | 381   | 370   | 377   | 447   | 488   | 488   | 403   | 325   | 262   | 247   | 195   | 158   | 138   |
|                 | 1857. | 1869. | 1880. | 1890. | 1900. | 1910. | 1921. | 1931. | 1948. | 1953. | 1961. | 1971. | 1981. | 1991. | 2001. | 2011. | 2021. |

- 2001. – 195
- 1991. – 247 (Hrvati – 242, Jugoslaveni – 1, ostali – 4)
- 1981. – 262 (Hrvati – 254, Srbi – 1, ostali – 7)
- 1971. – 325 (Hrvati – 325)

## Prezimena
Prezimena s područja Tomašnice su Ban, Belavić, Bosiljevac, Brajak, Broz, Cerovac, Cvitak, Dumešić, Hrastovčak, Hrvoj, Kušan, Kružić, Laslo, Lovras, Mačak, Mataković, Mikčevac, Mikulandrić, Moškun, Mravunac, Munčić, Pavlić, Prašin, Rendulić, Starčić, Sudac, Šišnović, Vuksan, Vukšinić, Vuljanić i druga.
Neka prezimena su karakteristična posebno za Tomašnicu, rijetka u drugim krajevima (npr. Munčić, Dumešić, Hrastovčak, Mikčevac).
Neka su karakteristična za širi kraj uz Dobru (npr. Vuljanić, Lovras, Brajak).
Određena prezimena vuku podrijetlo iz dugoreškog kraja (Mataković, Belavić). Neka prezimena su došla u Tomašnicu u novije vrijeme (npr. Kružić, Mikulandrić, Laslo).
Neka prezimena predstavlja samo jedna ili dvije obitelji u Tomašnici (npr. Kušan, Hrvoj, Moškun, Mikulandrić) dok neka predstavljaju odnosno predstavljali su cijeli zaselci (npr. Suci, Bani, Mravunci itd.)
Dosta tih prezimena je danas pred izumiranjem, a neka, nekad brojna prezimena su već izumrla poput prezimena Starčić, Lovras ili Vukšinić, a uspomena na njih se sačuvala u nekim toponimima (npr. zaselak Starčići, Vukšinićev Mostac itd.).
Mnoge obitelji i pojedinci imaju i nadimke (prišvarke), često puta vrlo maštovite i zanimljive poput : Šemetari, Fugini, Miluši, Pizdovage, Jurinovi, Sohanci, Mazalica, Perac, Čombe, Herbečan, Kesten, Kokot, Đever, Bracek, Hazo, Meškić, Milanko, Jole, Paraga, Fric, Cvok, Pajcan, Mihićak, Lovre, Turkić, Perčac, Vuhan, Kranjac, Dule, Zubati, Filipovka, Šoštarka, Kunićanka, Šišnovićka, Kljuna, Katinka i drugi. Često puta ti nadimci postaju sastavni dio imena, pa čak u govoru i potpuno zamjenjuju nečije ime ili prezime. Međutim, danas ti nadimci također polako ulaze u zaborav.

## Govor
Govor Tomašnice je karakterističan za cijelu karlovačko-dugoreško-ozaljsku regiju s određenim varijacijama od kraja do kraja. To je izvorno čakavski ikavski govor u koji su s vremenom ušle mnoge kajkavske, a zatim i štokavske riječi pa se tako izgubila upitna zamjenica ča u korist riječi kaj, ali su očuvani i mnogi čakavski elementi (npr. zamjenice zač=zašto, vač=u što, poč=po što, nač=na što, ki=tko, va=u itd.) te se alternacija staroslavenskog glasa jat najčešće ostvaruje kao i tj. na čakavskoj ikavici (npr. riječi lipo, dite, lik, tribati, cviće, mliko, sikira, sime, vrime, kripost, nimati, vriditi, mišati, miriti, rizati, ispovid, grih, grišiti i mnoge druge). Također su očuvani mnogi arhaični oblici i riječi (npr. družina=obitelj, braća=članovi obitelji, stara mati=baka, gospodinjstvo=domaćinstvo, gospodinja=domaćica, kršćenik=kršćanin, čovjek, tanjir=tanjur, točka=jučer, sinoć, kadi=gdje, nu=poštapalica koja se može označiti kao : samo daj, izvoli, i mnogi drugi). Samoglasnik o se često zamjenjuje samoglasnikom u npr. riječi uno=ono, una=ona, unaj=onaj, smu=smo i dr.
Taj se izmiješani, hibridni govor stručno naziva govor ozaljskog književnog kruga ili tzv. brajski govor.
Kajkavske su osobine izrazitije na istočnom rubu tog područja (Ozalj, Pribić, Bregana, Kobilić), a čakavske u zapadnijim krajevima (Duga Resa, Barilović, Ogulin). Tzv. brajski govor ima dodirnih točaka i sa susjednim slovenskim govorima kojima je u određenim povijesnim trenutcima bio vrlo sličan. Također su od štokavskih govora susjednog Korduna ovi čakavsko-kajkavski govori poprimili i poneku štokavsku osobinu (npr. divan, divaniti=govor, govoriti i dr...).
Za Tomašnicu je zanimljivo da se govor po naglasku i nekim drugim osobinama razlikovao čak i od zaselka do zaselka pa su tako Hrastovčaki govorili drugačije od onih s Pavlić Brda, dok je za Suce bilo karakteristično zavlačenje u govoru. Tijekom jednog razdoblja je tomaščanski govor bio vrlo sličan susjednom slovenskom govoru.
U razgovornom žargonu je prisutan velik broj germanizama (fajercek=upaljač, cajt=vrijeme, luteran=nevjeran i loš čovjek) itd.
Govorom ozaljskog književnog kruga su pisali slavni hrvatski plemići Zrinski i Frankopani, književnici i jezikoslovci okupljeni u ozaljskom književnom krugu poput slavnog autora Gazophylaciuma, svećenika pavlina Ivana Belostenca.Tom je jezičnom tipu npr. pripadao Raj duše Nikole Dešića iz 1560, a to je bio molitvenik Ane Katarine Zrinske, supruge Nikole Zrinskoga Sigetskoga. Tim su govorom,odnosno četvrtim hrvatskim narječjem u potpunosti ili djelomično pisali također Ferenc Črnko, Franjo Glavinić, Juraj Ratkaj Velikotaborski, Matija Magdalenić, Pavao Ritter Vitezović i drugi.

## Povijest

### Tomašnica do dvadesetog stoljeća
Tomašnica se spominje 1441. godine zajedno s Grdunom, Dobrom (Novigrad na Dobri) i  Zadobarjem (Zadoborjem), dok se župa Sv. Križa u Završju (Zavrhi) Netretićkom spominje 1334. godine u statutu biskupije zagrebačke nadđakona goričkog Ivana kao jedna od župa podgorskog kotara goričkog arhiđakonata.
Hrvati su te prostore naselili već u 7. stoljeću te se za vrijeme hrvatskih narodnih vladara i kasnije organiziraju u župe ili županije. Ovaj dio srednjovjekovne Hrvatske je obuhvaćala gorička županija koja se prostirala južno od rijeke Kupe. U opsegu stare goričke županije živjelo je već u najstarije vrijeme više slobodnih plemenskih općina, ili kako su se one same nazivale: bratstva plemenitih ljudi.
Karlovački povjesničar iz 19. stoljeća Radoslav Lopašić u svom djelu Oko Kupe i Korane donosi pregled hrvatskih slobodnih plemenskih općina na području goričke županije.  Za kraj oko rijeke Dobre kaže kako tamo već u srednjem vijeku nalazimo slobodnu općinu zadobarsku, oštrovršku, stativsku, završku i tomašničku te kaže da su već u 16. stoljeću ove općine spadale pod grad Ozalj. Ozljem i okolicom kao i velikim dijelom Hrvatske tada vladaju ugledne hrvatske plemićke obitelji knezova Zrinskih i Frankopana. Na čelu općinama je stajao sudac, kod nekih nazivan rihtarom, dok je u Zadoborju kao i u Draganiću nazivan starim hrvatskim imenom župan. Ove su slobodne plemenske općine imale svoje običaje i uredbe, bile su vrlo samostalne i neovisne, radnje koje su imale obavljati bile su namijenjene općem dobru, a poglavito obrani od neprijatelja. No to se s vremenom sve više mijenjalo.
Sve ove plemenske općine u području grada Ozlja su tijekom 16. stoljeća izgubile svoju slobodu i nezavisnost, a slobodni žitelji su većinom postali kmetovi. Tome je posebno pogodovalo što su Zrinski i Frankopani počeli dijeliti dijelove ogromnog ozaljskog vlastelinstva svojim miljenicima i odanim vazalima. Tako već početkom 15. stoljeća na plemićkom dobru Tomašnica (naziv Tomašnica se i danas u užem smislu odnosi najviše na stari plemićki dvor i okolna polja uz Dobru koja su sačinjavala nekadašnje plemićko imanje) nalazimo ozaljskog vazala Stjepana Tatara Mlačkog (Mlaka na Mrežnici), a kasnije Fabijana Šafara od Doljana u Gackoj, koji je po svemu sudeći također bio pripadnik porodice Tatarića. Vjerojatno su ovi mrežnički Tatari potomci Tatara (Mongola), koji su za kralja Bele IV. provalili u Hrvatsku i tu trajno ostali.
U uvodnici kaptola zagrebačkog iz 1441. godine se spominje da Fabijana Šafara od Doljana u Gackoj, kaštelana grada Ozlja u dvor Tomašnicu na Dobri uvedoše plemići Ivan Grdunski (de Gardo), Franjo Dobranski (de Dobrijan), Luka Ivanković Stativski (Ztathauich), Matija Fabijanov od Zadoborja (Zadobran) i Juraj Miklić, župan u Zadoborju dok je svjedok bio vlastelin Juraj sin Mateja od Zvečaja. Godine 1453. uvedoše po nalogu bana Fridrika Celjskoga, Petar, Andrija i Gjurko Barilovići od Gorice, kao povjerenici banovi, sinove Fabijana Doljanskoga, kaštelana ozaljskoga i plemića gackoga, Jurja, Ivana, Bartola i Šimuna u dobro Tomašnicu na Dobri dok su svjedoci bili plemići Ivan Grdanec od Tomašnice, Martin Pertatić od Stativa, pa Martin Dionižev i Urban sin Blagoje od Stativa, Grdoc od Zavrha (Sv. Križa – Završja) i napokon Martin od Pišćetaka.
Godine 1550. i 1661. se Tomašnica spominje kao slobodna sučija u diobenom spisu ozaljskog vlastelinstva. To je burno vrijeme turskih provala, krvavih bitaka, pljački i paleža, iseljavanja i preseljavanja stanovništva što je zacijelo i Tomašnica osjetila jer se taj hrvatski kraj uz rijeke Kupu, Dobru, Mrežnicu i Koranu nalazio blizu same granice s krajevima kojima su gospodarili Turci.
Župa Sv. Križa – Završje je poznata po tome što se u njoj dugo održalo glagoljaštvo i glagoljsko hrvatsko pismo, a vizita župe 1686. godine kaže da u župi nema latinskog misala, već samo glagoljski. O očuvanosti glagoljske tradicije u tom kraju govore i nedavno otkrivene bogate freske i glagoljski natpisi u kapeli Sv. Antuna Pustinjaka u Zadobarju čiji je najstariji dio sagrađen još u srednjem vijeku. Bogate glagoljske freske su također pronađene u susjednoj crkvi BD Marije u Novigradu na Dobri. Na glagoljici su bili pisani i spisi i pečati plemenskih općina i sučija.
Hrvatski ban Nikola Zrinski je 1620. godine Ivanu Peranskomu, sinu Stjepanovu dodijelio plemićko dobro Tomašnicu, a osim toga ugledna plemićka obitelj Peranski iz starog grada Perne na Kordunu je kupila od knezova Zrinskih imanja i kmetove u Pišćetkama, Stativama i Drežniku, postavši tako vrlo imućna i ugledna vlastela u karlovačkoj okolici. Mjesto se također spominje u popisima imanja Zrinskih i Frankopana nakon njihovog pogubljenja 1671. godine u Bečkom Novom Mjestu. Spominje se i u oporuci plemkinje Barbare Peranski iz 1696. godine gdje se zapravo spominje crkva Sv. Antuna u Zadobarju koja je ober Tomašnice. Navođenje Tomašnice kao točke za orijentaciju dokazuje da je tada Tomašnica u to vrijeme bila važna i poznata lokacija. Tokom tog razdoblja plemićko dobro Tomašnica se spominje u mnogim spisima, dokumentima i povijesnim svjedočanstvima. Iz tih davnih vremena možda potječe i vrlo bogat voćnjak na Pavlić Brdu koji se djelomično očuvao do današnjih dana.
U prvoj polovici 19. stoljeća plemićko dobro Tomašnica je u posjedu obitelji Spišić.
Obitelj Spišić nalazimo 1782. u popisu plemića u Gornjem Lukavcu. Početkom 19. stoljeća spominje se Ivan Krstitelj Spišić kao turopoljski bilježnik i kapetan militiae insurrectionalis. Njegova supruga bila je Henrika Bedekovich. Godine 1846. nalazimo Ferdinanda Spišića kao poručnika 1. banovačke regimente. Gustav pl. Spišić de Japra (1821. – 1903.), umirovljeni poručnik Honveda 1848., katastralni procjenitelj na zagrebačkom Gornjem gradu, kraljevski savjetnik u miru i mecena škole u Završju bio je sin Nikole Spišića de Tomašnica i Franciske, rođene Hoch. Gustav se 1851. u Tomašnici vjenčao s Albertinom (Bertom) Hrussoczy od Miklošić-Rečice (1832. – 1897.). Gustav i Albertina Spišić posjedovali su dobro Tomašnica. Njihova kći Gizela Katarina Josipa Spišić rodila se 1862. u Završju. Umrla je 1939. u Zagrebu.
Neki stariji ljudi spominju postojanje kapelice u Tomašnici pod imenom Sv. Katarina, ali to je možda tek pučka predaja iako su određeni temelji pronađeni u šumi Lazina, na području vinograda Glavice. Vjerojatno je tu nekad postojala kapelica pa je s vremenom napuštena.

### Tomašnica početkom dvadesetog stoljeća
Početkom dvadesetog stoljeća Tomašnica pripada gradu Dugoj Resi odnosno općini Netretić. Djeca do 1899. godine idu u školu u Završju, a te se godine gradi škola u Donjim Stativama pa djeca do kućnog broja 17. kreću u školu na Donje Stative. Posjede u Tomašnici tada imaju i bogati vlastelini iz Netretića, plemeniti Sladovići. U tim vremenima već traje iseljavanje mnogih Tomaščana, ponajviše u Sjedinjene Američke Države, Argentinu te ostale prekomorske i europske zemlje. Mnogi se vraćaju nakon nekoliko godina teškog rada, a neki trajno ostaju u iseljeništvu.  Za vrijeme Prvog svjetskog rata Tomaščani sudjeluju u ratu kao hrvatski domobrani, bore se na raznim bojištima, od ruskog, talijanskog pa čak i do bliskoistočnog, neki završavaju u zarobljeništvu diljem Europe, dok se neki uspijevaju spasiti od strahota rata ostajući u iseljeništvu gdje su se zatekli prilikom njegovog izbijanja. Ne zna se sa sigurnošću koliko je Tomaščana stradalo u Prvom svjetskom ratu.
Potkraj rata, Tomašnicu kao i cijelu Hrvatsku i Europu, zahvatila je pandemija španjolske gripe ili "španjolke" kako je u narodu nazivana. Španjolka je i u Tomašnici odnijela stanovit broj žrtava.
U naponu snage Tomašnica ima osamdesetak domaćinstava. Tomašnicu tada čine zaselci u kojima žive mnogobrojne obitelji najčešće organizirane kao velike zadruge (npr. zadruga Mataković-Pavlić). Obitelji broje mnogo djece, čak i do desetak.
U to vrijeme se uzgaja raznovrsno blago i stoka, obrađuje se zemlja te su Tomaščani poznati kao marljivi i vrijedni seljaci i radnici, ali i vrsni majstori (zidari, cimermani, kolari). Sadi se krumpir, sije kukuruz, pšenica, ječam i razne druge poljoprivredne kulture. Tomašnica, a posebno Grdun su poznati po proizvodnji vapna koje su ljudi sami izrađivali za cijeli kraj. Mjestima je odzvanjala pjesma "Lipa cesta kud se vozi japno, u košiću na belem konjiću, i na koli s pisanimi voli", kao i vikanje japnara: "Japnoooo,...Japnoooo." Oni su prolazili cestom i prodavali vapno kome je trebalo. I danas se u šumama mogu vidjeti mnogobrojni ostatci jama tj. vapnika u kojima se proizvodilo vapno na tradicionalan način svojstven tom kraju. Uzgaja se vino (domaći drajsan) te mnogobrojne voćke. Svi proizvodi se nose na tržnicu u Karlovac i prodaju diljem kraja.
Proizvodi se lan i konoplja od čega se rade lijepe narodne nošnje koje se odlikuju bjelinom i čistoćom. Dio nošnje čine i drveni opanci (drvenjare) te vunene čarape kopice (uobičajene na Kordunu). Gotovo svaki zaselak ima i svoje svirače zvane guci ili mužikaši (jedan sastav se obično sastojao od jedne ili više violina koje imaju najvažniju ulogu, beglajta, tambure i berde ili ba(j)sa s gudalom), svira se i usna harmonika i razni puhački instrumenti poput rogova i raznih pastirskih frulica, prave harmonike su vrlo rijetke.
Mjesto je prepuno pjesme i veselja. Pjevaju se bećarci i razne narodne popijevke, žene pjevaju pjesme samice i rozgalice, popularne su i pjesme iz susjednih područja Korduna, Banovine, Bosne i Like. Plešu se narodni plesovi poput drmeša (hrvacka), pol(j)ke, đikalice, raznih šetanih kola itd. Poštuju se stari običaji, ide u Jurje i krisnice, igraju razne pastirske igre poput kučkanja.  Mjestom tada često prolaze i Romi iz romskog naselja kod Stativa koji prodaju i nude razne stvari i sitnice.
Tada su bile i česte prepirke sa Zadobarcima. Zadobarje je susjedno mjesto Tomašnice na desnoj obali Dobre. Zadobarje također spada u župu Završje, ali je u sastavu grada Karlovca. To je mjesto bogate etnografske tradicije i posebnosti, pa tako Zadobarci imaju svoj specifičan govor (s više kajkavskih elemenata od uobičajenog tzv. brajskog govora, te naglaskom sličnim ozaljskoj kajkavštini), poznat je i tradicionalan običaj igre kotačkanja na Uskrs, mnoga zadobarska prezimena su specifična samo za Zadobarje, a i zanimljivo je da se Zadobarci za razliku od ostalih žitelja u dolini Dobre jedini nikako ne smatraju Brajcima već samo Zadobarcima.
Zadobarci su pjevali Brajci s debelimi jajci, a Tomaščani njima Zadobarci repati, kada ćete krepati ili Zadobarci orali na jarci (zbog buša koje su Zadobarci uzgajali). Suparništvo Zadobaraca i Tomaščana (Brajaca) je postalo dio mjesnog folklora.
U tridesetim godinama Tomašnica je razvijeno i ugledno mjesto te je među najnapučenijim naseljima u kraju. Ustrojava se ogranak Hrvatske seljačke stranke pok. Stjepana Radića odnosno njenog tadašnjeg predsjednika dr. Vladka Mačeka, organiziraju odredi Seljačke zaštite, tzv. gaćari koji naoružani batinama patroliraju mjestom, provodi vrlo snažna politička promidžba HSS-a. Mnogi tomaščanski mladići tada odlaze izučavati zanat u Karlovac preko organizacije Hrvatski Radiša. Najuglednije obitelji su Moškuni (vlasnici mlina-vodenice za fino mljeveno brašno na potoku u Marulji, bogati zemljoposjednici, uzgajivači rasnih konja, vozači Karlovačke pivovare, zvani još i Veliki Moškuni), Belavići (obrtnici mesari), Vuljanići (također vlasnici mlina i zemlje u Karlovcu), Mačaki, Brajaki i dr. Uz Vuljanićevu i Moškunovu vodenicu na Potoku je postojao i tzv. Francov malin. Tomašnica se gospodarski vrlo dobro razvija.
1939. godine je uspostavljena Banovina Hrvatska te tada viđeniji članovi HSS-a Tomašnice (Stjepan Hrvoj, Nikola Belavić, Mato Moškun i drugi) odlučuju kupiti metalno raspelo i postaviti ga i blagosloviti na raskrižju Križanji gdje bi Moškun dao zemljište za raspelo. Rat je 1941. godine sve to onemogućio i raspelo je ostalo skriveno za vrijeme rata i cijeloga komunističkog razdoblja do danas.

### Tomašnica u Drugom svjetskom ratu
1941. godine se raspada Kraljevina Jugoslavija te uspostavlja Nezavisna Država Hrvatska (NDH). Među dužnosnicima HSS-a diljem Hrvatske kao i među običnim članstvom dolazi do raskola na tri struje: tzv. "sredinski dio" propovijeda nedjelovanje i čekanje, "desno krilo" aktivno surađuje s vlastima Nezavisne Države Hrvatske, a "lijevo krilo" sudjeluje u Narodnooslobodilačkom pokretu (NOP-u) nakon dizanja ustanka. Predvodnici HSS-a Tomašnice odmah nakon raspada Kraljevine Jugoslavije odlučuju aktivno i bezrezervno poduprijeti vlast NDH te postaju vodeće ličnosti nove vlasti dok muškarci iz mjesta odlaze u vojne i redarstvene postrojbe NDH. Time se tomaščanski HSS svrstava u desno krilo HSS-a Hrvatske. Tomaščani sudjeluju u borbama na raznim bojištima diljem teritorija NDH poput bitke za Krašić i bitke za Bihać, a neki čak dospijevaju i u Njemačku.
U ratu Tomašnica trpi nasilja i pljačke, prisutnost talijanske vojske i partizanskih skupina koje u Tomašnicu dolaze iz šuma u smjeru mjesta Grdun i Svetičko Hrašće gdje imaju svoja uporišta te se sukobljavaju s ustaškom posadom smještenom na Stativama. Talijani također povremeno otimlju domaće životinje, vino ili rakiju te čine manja nasilja.
Nakon kapitulacije Italije krajem prolaze njemačke postrojbe koje ne ulaze u duži kontakt sa stanovništvom. Potkraj rata se sve više steže partizanski obruč oko Tomašnice. Partizani dolaze do Grduna i Jaškova s jedne strane te Netretića s druge strane. Tomašnica je svojevrsna enklava između osvojenih područja. Partizani ulaze u Karlovac koji pada dok posada na Stativama pada nekoliko dana kasnije.
Krajem rata kroz Tomašnicu u nadiranju prema zapadu prolaze partizanske postrojbe sastavljene pretežito od Crnogoraca. U ratu je poginula i nestala 41 osoba, što je oko polovina vojno sposobnih muškaraca Tomašnice od 18 do 50 godina života, porazan i prije svega strašan podatak za jedno relativno malo mjesto. Od tih poginulih i nestalih poginulo je u borbama tijekom samog rata od 1941. do 1945. godine 15 vojnika. Nakon završetka službenog rata ubijeno je i nestalo u Bleiburgu i na Križnim putevima 26 vojnika diljem prostora bivše Jugoslavije. Poginuli su među ostalim 4 ukućana obitelji Belavić, tri brata Dumešić, otac i sin Vuljanić te više druge braće, rođaka i pojedinaca.
Prvi poginuli 1941. godine je bio domobran Josip Mataković. Nikolu Belavića, jednog od vodećih prijeratnih aktivista HSS-a te ratnih mjesnih uglednika su nove vlasti odvele u zloglasni logor Magazin na Dubovcu kraj Karlovca odakle se nikad nije vratio kući. Kraj rata Tomašnica dočekuje potpuno opustošena i uništena u gospodarskom i svakom drugom smislu.

### Lista stradalih u ratu 1941. – 1945. i poraću
Lista poginulih i nestalih mještana Tomašnice u ratu te na poratnim Križnim putevima je sačinjena od strane odbora za podizanje spomen-obilježja 1995. godine prema kazivanjima starijih mještana i podatcima župnog ureda Završje te Udruge ratnih veterana Hrvatski Domobran. Lista je objavljena u časopisu Hrvatski Domobran zajedno s kratkom pričom o povijesti Tomašnice.
| Redni broj | Prezime    | Ime      | Godina rođenja | Godina pogibije i mjesto |
| 1.         | Ban        | Josip    | 1903.          | 1945. Prečko             |
| 2.         | Belavić    | Nikola   | 1896.          | 1945. Dubovac            |
| 3.         | Belavić    | Petar    | 1913.          | 1945. Prečko             |
| 4.         | Belavić    | Dragutin | 1925.          | 1945. Dubovac            |
| 5          | Belavić    | Josip    | 1908.          | 1944. Bosna              |
| 6.         | Belavić    | Ivan     | 1906.          | 1945. Križni put         |
| 7.         | Belavić    | Mijo     | 1906.          | 1945. Njemačka           |
| 8.         | Brajak     | Janko    | 1912.          | 1944. Bosna              |
| 9.         | Dumešić    | Juraj    | 1910.          | 1943. Bosna              |
| 10.        | Dumešić    | Dragutin | 1917.          | 1945. Dravograd          |
| 11.        | Dumešić    | Ivan     | 1927.          | 1945. Vršac              |
| 12.        | Dumešić    | Mijo     | 1921.          | 1944. Sirač              |
| 13.        | Dumešić    | Stjepan  | 1927.          | 1945. Križni put         |
| 14.        | Dumešić    | Franjo   | 1912.          | 1945. Prečko             |
| 15.        | Dumešić    | Stjepan  | 1923.          | 1945. Pančevo            |
| 16.        | Dumešić    | Mijo     | 1910.          | 1942. Krašić             |
| 17.        | Dumešić    | Nikola   | 1912.          | 1942. Krašić             |
| 18.        | Dumešić    | Janko    | 1914.          | 1945. Križni put         |
| 19.        | Dumešić    | Mijo     | 1922.          | 1945. Križni put         |
| 20.        | Dumešić    | Josip    | 1923.          | 1943. Bihać              |
| 21.        | Hrastovčak | Stjepan  | 1924.          | 1945. Križni put         |
| 22.        | Hrastovčak | Dragutin | 1925.          | 1945. Križni put         |
| 23.        | Hrastovčak | Josip    | 1919.          | 1945. Križni put         |
| 24.        | Hrastovčak | Ivan     | 1919.          | 1945. Križni put         |
| 25.        | Hrvoj      | Janko    | 1907.          | 1945. Križni put         |
| 26.        | Lovras     | Josip    | 1927.          | 1944. Horvati            |
| 27.        | Mataković  | Ivan     | 1923.          | 1944. Bihać              |
| 28.        | Mataković  | Josip    | 1902.          | 1941. Vojnić             |
| 29.        | Moškun     | Janko    | 1911.          | 1942. Krašić             |
| 30.        | Moškun     | Stjepan  | 1922.          | 1945. Križni put         |
| 31.        | Mravunac   | Juraj    | 1921.          | 1945. Križni put         |
| 32.        | Pavlić     | Mijo     | 1914.          | 1942. Krašić             |
| 33.        | Pavlić     | Stjepan  | 1923.          | 1944. Štrekovac          |
| 34.        | Sudac      | Petar    | 1913.          | 1945. Križni put         |
| 35.        | Sudac      | Mijo     | 1919.          | 1944. Ogulin             |
| 36.        | Sudac      | Nikola   | 1922.          | 1944. Ogulin             |
| 37.        | Sudac      | Ivan     | 1926.          | 1944. Ogulin             |
| 38.        | Šišnović   | Janko    | 1915.          | 1945. Križni put         |
| 39.        | Vuljanić   | Janko    | 1904.          | 1945. Križni put         |
| 40.        | Vuljanić   | Mato     | 1924.          | 1945. Sirač              |
| 41.        | Vuljanić   | Stjepan  | 1925.          | 1945. Križni put         |

### Tomašnica nakon Drugog svjetskog rata
Nakon rata Tomašnica postaje sastavni dio općine Ozalj. U tom vremenu Tomašnica je doživjela najveće osiromašenje, bila je često zanemarivana i u tom je vremenu Tomašnicu napustilo najviše mještana. Ljudi su bježali i iseljavali se, a naročito mladi. Iseljavalo se ponajviše u Australiju, zatim u Kanadu, SAD i širom Europe i Hrvatske. U mjestu su ostajale udovice, žene, starci i maloljetna djeca. Tomašnica danas ima vrlo brojnu iseljeničku zajednicu u Australiji gdje su iselili i članovi najuglednijih obitelji, što iz političkih,što iz gospodarskih razloga. Bijela kuga je potpuno poharala Tomašnicu kao i veliki dio netretićkog kraja.
U to vrijeme se priređuju mnogobrojne zabave u dvoru na Tomašnici čiji se zadnji vlasnik iselio i prodao ga te je dvor pripao obitelji Dumešić-Šemetar. Zabave se priređuju i u zaselku Suci, zatim u zadobarskom zaselku Fanjki i diljem kraja. Popularni tada postaju plesovi poput tanga i swinga. Naraštaj tadašnjih tomaščanskih mladića koji su odlučili ostati u rodnom mjestu predstavljaju Mijo (Mile) Mataković, Janko Hrastovčak, Josip i Nikola Pavlić, Stjepan Mikčevac, Stjepan Belavić i drugi.
U to vrijeme česte su tučnjave i prepirke s Grdunčanima oko zaselka Vuljanići za koji su Grdunčani tvrdili da pripada Grdunu te da dečki iz Donje Tomašnice nemaju pravo ići curama u Gornju Tomašnicu. U tim tučnjavama su nerijetko sudjelovali i oženjeni i stariji muškarci. Međutim, u njima je rijetko bilo teže ozlijeđenih te su one shvaćane kao dio seoskog folklora, a najljući protivnici u tučnjavama su u miru često bili prijatelji, kumovi ili rođaci. Lokalne gostionice na Grdunu i Stativama su bile omiljena okupljališta Tomaščana.
Vrijeme polako prolazi, Tomašnica gospodarski i dalje stagnira. Tomaščani su zidari, cimermani, stolari, kolari, ratari i stočari, težaci i radnici. Ljudi žive od poljoprivrede, preživljavaju na svaki mogući način, žene nose proizvode na tržnicu u Karlovac pješačeći mukotrpan put od Tomašnice preko Stativa i Tropčić Brda u Karlovac jer još ne postoji most između Zadobarja i Tomašnice, žene kupuju vino u Gorici iza Grduna, miješaju ga s vodom na izvorima te ga zatim preprodaju gospodi u Karlovcu, stoka se kupuje i prodaje na sajmovima na Turnju kod Karlovca, pa čak i u Jastrebarskom (Jaski). Pšenica i drugo žito se voze na vršaj kod obitelji Broz koja ima vršilicu na cesti prema Grdunu. Firme koje zapošljavaju mnoge Tomaščane (mnogi pješače na posao, idu biciklom i snalaze se na sve moguće načine) su ciglana na Ilovcu, Karlovačka pivovara i dr.
Sedamdestih godina posebno mnogo žitelja ima zaselak Suci, no većina tih ljudi je također uskoro iselila. Kasnije se gradi drveni most na Dobri te Tomaščani od tada idu preko Zadobarja u Karlovac što im uvelike skraćuje put, a uvodi se i autobusna linija Karlovac – Zadobarje. Ide se sve češće na mise Sv. Antunu u Zadobarje, iako se Tomaščani tradicionalno i dalje pokapaju kod župne crkve sv. Križa u Završju, a na mise i dalje često idu u kapelicu Sv. Josipa u Završju (ali je put do tamo puno duži i strmiji nego do Zadobarja). Djeca također zbog blizine pohađaju školu u Zadobarju, umjesto u Završju odnosno na Stativama.
Zbog sve veće povezanosti sa Zadobarjem danas svi ta dva mjesta gledaju gotovo kao jedno. Tomašnicu gotovo svi danas u svakodnevnom govoru smatraju dijelom Zadobarja, a Tomaščane Zadobarcima što je za stare Tomaščane i njihove susjede Zadobarce nekada bilo nezamislivo. U to se vrijeme uvodi elekrifikacija i vodovod, grade se nove kuće, kasnije dolazi telefon te se život pomalo počinje mijenjati na bolje.
1991. godine stvorena je samostalna Republika Hrvatska te Tomaščani sudjeluju u Domovinskom ratu ratu u sastavu karlovačkih (110. i 129. brigada HV-a), dugoreških (137. brigada HV-a) te ozaljskih postrojbi. Međutim, za razliku od Drugog svjetskog rata, u Domovinskom ratu nitko iz Tomašnice nije poginuo iako su mnogi sudjelovali u borbama na prvoj crti bojišnice diljem Hrvatske (ponajviše na Kordunu i karlovačkom području) te neki i u Bosni i Hercegovini.
1994. godine potomci Tomaščana od prije 50 godina Josip Hrvoj, Mijo Cvitak, Josip Dumešić i drugi, naročito oni na radu u Njemačkoj, pokreću akciju, daju novac i dragovoljnim radom postavljaju novo raspelo na predviđeno mjesto od prije Drugog svjetskog rata, što daje poticaj za podizanje spomen-obilježja palim mještanima. Blagoslov raspela i prva sveta misa služena je 1995. godine povodom 50. obljetnice Bleiburga i Križnih puteva. Tada je nikla i ideja da se obilježi velik broj poginulih i nestalih mještana u Drugom svjetskom ratu.
Na poticaj iseljenika u Australiji Nikole Belavića i obećanja za novčanu potporu od iseljenih Tomaščana izabran je odbor za izgradnju spomen-obilježja s predsjednikom Davorinom Belavićem te članovima Jankom Hrvojem, Josipom Dumešićem, Jankom Hrastovčakom, Mijom Matakovićem, Ivanom Matakovićem i Mijom Dumešićem. Na molbu odbora mještani koji su podigli raspelo pristali su da se postojeće raspelo obnovi tako da ujedno bude i spomen-obilježje. Dipl. ing. Juraj Juričić dao je idejni projekt koji je prihvaćen i prema njemu izrađeno je mramorno raspelo s mramornim pločama na kojima su upisana imena stradalih.
Blagoslov i otvaranje spomen obilježja je održano 17. svibnja 1998. godine uz prisutnost mnogih mještana iz Tomašnice i okolnih sela te brojnih uzvanika iz redova političkih predstavnika te ratnih veteranskih udruga. Misu je služio Dekan karlovački vlč. Ferdinand Vražić uz pomoć župnika župe Završje vlč. Josipa Samaržije. U to vrijeme se svaku godinu nadalje tradicionalno održava sveta misa u spomen na sve pale hrvatske branitelje, posebice na žrtve Bleiburga i Križnih puteva. Tada se kod Hrastovčaka na Križanji podigne šator i održava se malo proštenje.

## Tomašnica danas
Neki zaselci u Tomašnici danas su potpuno pusti i napušteni kao npr. Mravunci, u nekima živi tek jedna obitelj ili neki starac, neka prezimena su pred izumiranjem, a neka su već izumrla. Mjesto je 2001. godine imalo 195 stanovnika, a najbrojniji zaselci su Dumešići te Donja Tomašnica (uz Dobru). Tomašnica je sastavni dio područja grada Ozlja, s poštanskim brojem Malog Erjavca (47 281) iako se Tomaščani osjećaju puno bliže Karlovcu ili Netretiću. 2006. godine je kroz Tomašnicu sagrađen glavni plinovod prema Rijeci. Ceste se asfaltiraju i djelomično se uvodi javna rasvjeta. U mjestu djeluje nekoliko obrta. Središte mjesta je Križanja sa spomenikom, a tu je i mljekara, glavno mjesto sastajanja pretežito starijih mještana gdje se obavezno prepričavaju sve novosti iz mjesta i okolice.
Zbog očuvane prirode i krajobraza cjelokupna dolina Dobre pa tako i Tomašnica danas ima vrlo velike predispozicije za razvoj ekološkog i seoskog turizma, a već niz godina je meta vikendaša, kupača, berača gljiva, lovaca (mjesto se nalazi na sjecištu lovišta LD Srnjak Netretić i LD Jazavac Jaškovo – Svetičko Hrašće) kao i svih ljudi željnih odmora u netaknutoj prirodi. Dobra je pak prepoznata kao rijeka pogodna za rafting i veslanje. Pučka tradicija i stvaralaštvo ovog dijela dobranskog kraja danas se njeguju u Kulturno umjetničkim društvima Sv. Antun Zadobarje, Zadobarje, Stative te Netretić.

## Istaknute osobe
- Petar Kušan (19. rujna 1792. – 20. kolovoza 1853.), kapelan, svećenik i župnik

Rođen je 19. rujna 1792. u Tomašnici. Zaređen je za svećenika 1819. godine, a zatim je poslan za kapelana u Remetinec gdje je bio do travnja 1820. godine. Nakon toga je bio kapelan u Dragancu (1827. – 1829.) i Čazmi (1829. – 1837.). U kolovozu 1837. prisegnuo je za župu Sv. Nikole u Žumberku, otkuda je nakon 10 godina došao u Samaricu (današnja općina Ivanska u Bjelovarsko-bilogorskoj županiji). Za župu Sv. Katarine u Samarici prisegnuo je u Zagrebu 12. listopada 1847. godine.

## Vanjske poveznice
- Službene stranice grada Ozlja.
- Stranice Turističke zajednice Ozalj.